# Kanal Global
Kanal Global är en svensk medieplattform och tidigare en svensk rikstäckande TV-kanal som distribuerades av Boxer, Com Hem, Canal Digital, Magine och TV4 Play Premium. Kanalen sände från 1 februari 2001 till och med 15 februari 2015. Den 19 januari 2015 meddelade Kanal Global att kanalen skulle läggas ner på grund av ekonomiska problem. Sista sändningsdag blev 15 februari 2015. Kanal Globals webbplats med egenproducerade TV-program samt de sociala mediekanalerna finns kvar även fortsättningsvis enligt webbplatsen.

## Historia
Mellan 2001 och 2006 hette kanalen DTU7. Därefter bytte den namn till Canal 7. Efter en längre tids namnkonkurrens med TNT (tidigare TNT7 / TV7), tvingades kanalen ännu en gång byta namn. Namnbytet skedde 16 mars 2011 till Kanal Global.

## Målgrupp och utbud
Målgruppen för Kanal Global var alla i Sverige med intresse för de många nya kulturer som genom inflyttning och globalisering växer fram. Kanal Global ville också verka som en medieplattform där svenskar med annan etnisk härkomst får information om Sverige och det svenska samhället. Det kunde röra sig om allt ifrån midsommartraditioner till hur man deklarerar sin inkomst.
I programutbudet på Kanal Global ingick samhällsprogram, matlagningsprogram och reseprogram. Två exempel är de egenproducerade programmen Miniatyr och Hola Hola Amigos där aktuella samhällsfrågor diskuterades. Dessutom visades TV-serier som den brasilianska telenovelan Klonen och långfilmer. Kanalen visade både storfilmer som smala filmer från olika delar av världen, även svenska filmer från 1930-talet till 1960-talet. Det har även förekommit temakvällar med indiska Bollywoodfilmer och latinamerikansk telenovela.
Huvudspråket för Kanal Global var svenska och allt inköpt material textades också till svenska.